# Iglesia de San Pedro (Plasencia)
La iglesia de San Pedro es un templo parroquial católico ubicado en la ciudad española de Plasencia, en la provincia de Cáceres.
Se construyó inicialmente en el siglo XIII y, aunque ha sufrido modificaciones a lo largo del tiempo, cuenta con elementos románicos y mudéjares de su época fundacional. Se ubica intramuros del tramo semioculto de la muralla que une las puertas del Sol y de Talavera, a medio camino entre ambas puertas, en el cruce de las calles San Pedro, Chantre y Arcediano. El edificio está integrado en una manzana y únicamente se accede al templo a través de un atrio ubicado en el lado del evangelio.

## Historia
El edificio data del siglo XIII, aunque tuvo modificaciones en los siglos posteriores. Se construyó en las décadas inmediatamente posteriores a la fundación de la ciudad, que tuvo lugar a finales del siglo XII. El Interrogatorio de la Real Audiencia de Extremadura de 1791 menciona que en el siglo XVIII la iglesia de San Pedro era uno de los tres templos parroquiales placentinos que tenían cementerio, junto con San Juan y la Magdalena. A mediados del siglo XIX, el diccionario de Madoz menciona la iglesia de San Pedro como una de las siete parroquias que se mantenían en la ciudad, aunque en aquella época ya habían pasado las funciones funerarias al cementerio de Santa Teresa.

## Descripción

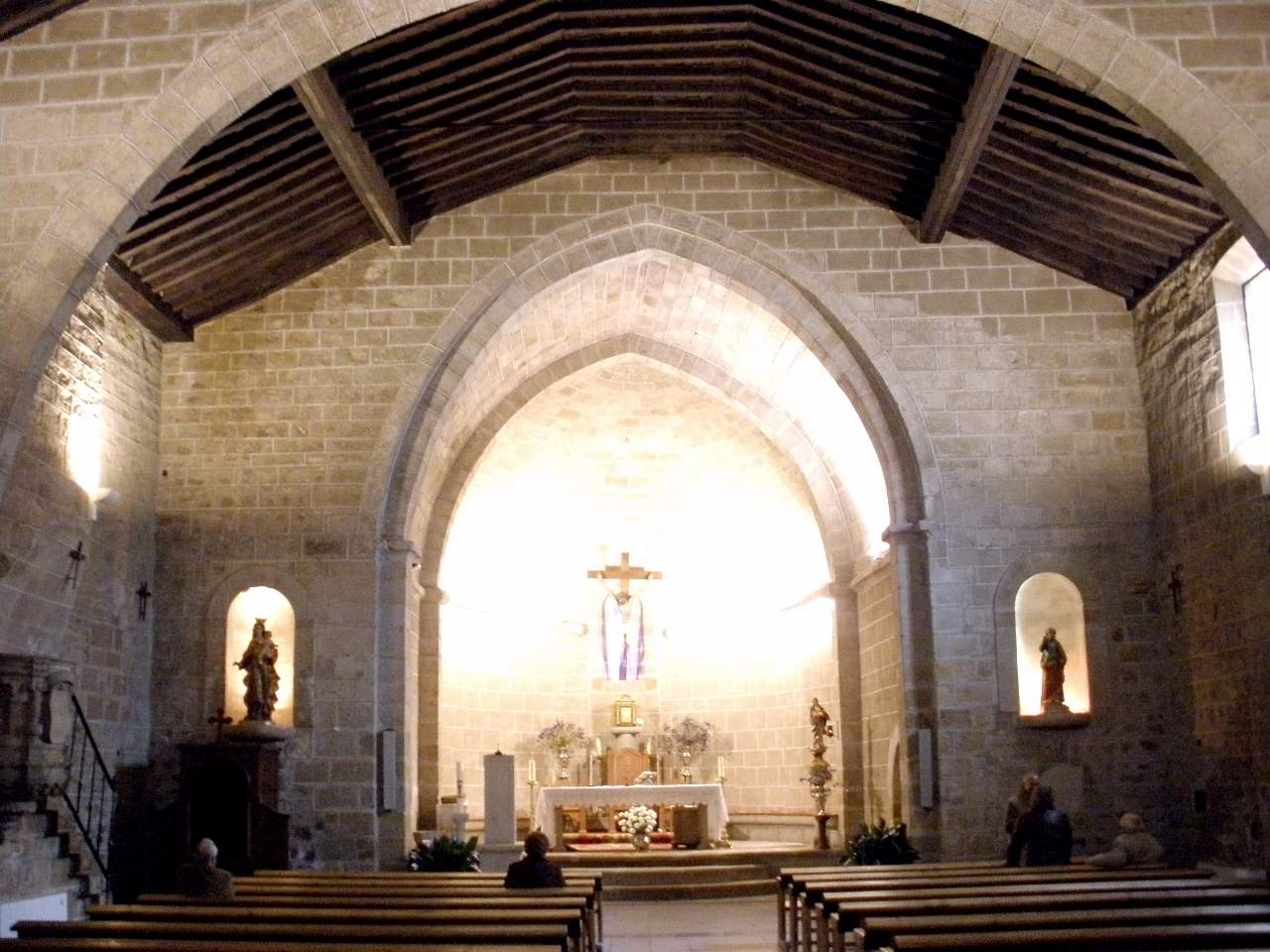
Interior del templo

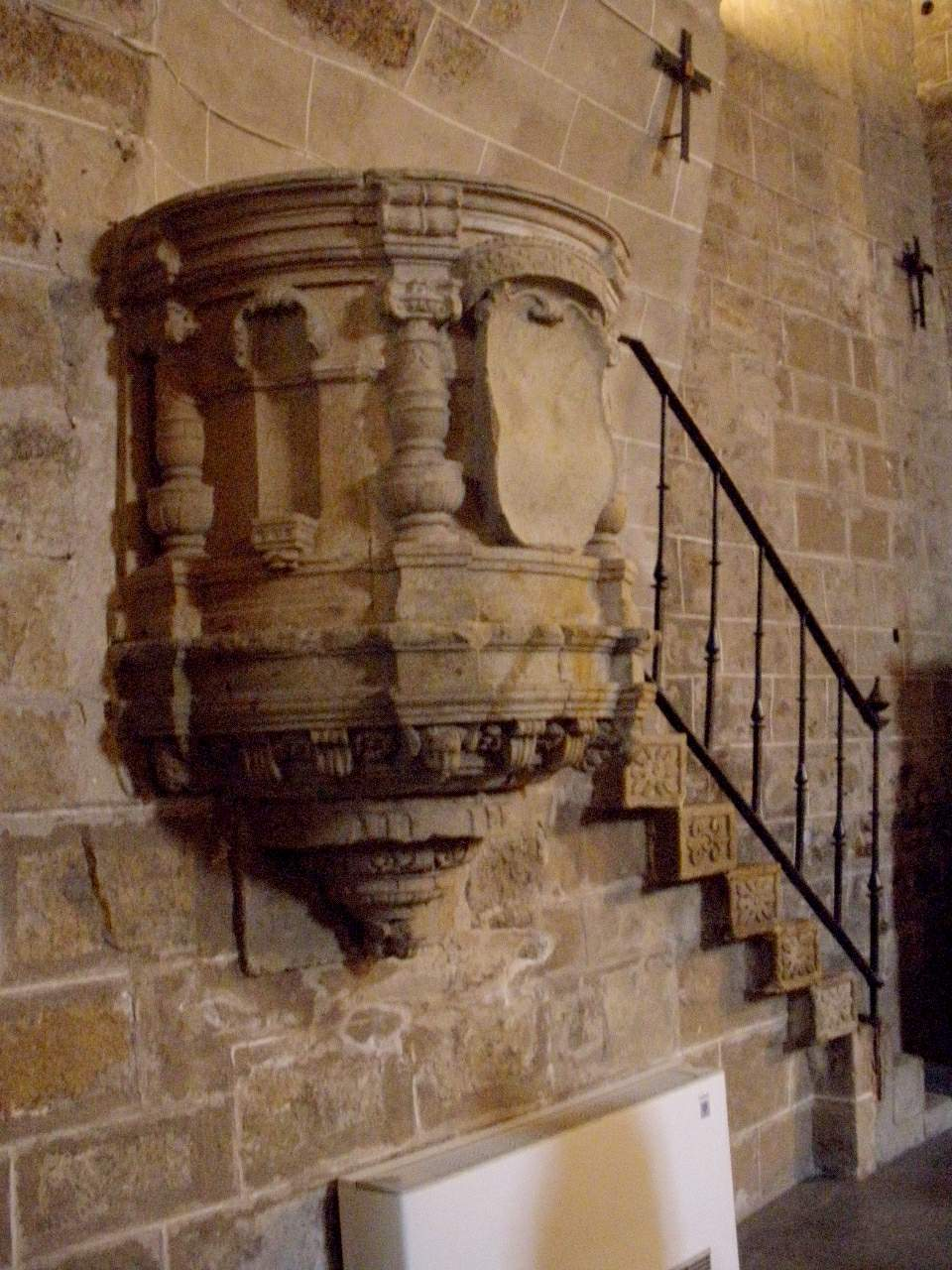
Púlpito de la iglesia

Es uno de los edificios más antiguos de la ciudad y en su arquitectura se observan, a través de las reconstrucciones que ha sufrido, detalles románicos y mudéjares. Es una fábrica de sillería en la parte más vieja y de mampostería en lo reconstruido. En conjunto el monumento es pequeño y pobre. El ábside es románico, de sillería. Románicas son también las portadas de los costados, con arco de medio punto y sencilla la que del lado del evangelio constituye la única entrada para los fieles y en arco apuntado sobre capiteles con volutas la que del lado de la epístola comunica con una especie de huerto que sin duda fue el cementerio. Al exterior, por el dicho lado del evangelio, hay una ventana cegada de ladrillo, mudéjar, compuesta de un arco apuntado tímido dentro de otro lobulado; es un ventanal de tipo toledano.
En su interior, la iglesia consta de una nave, bastante más ancha que la capilla mayor, la cual consta de un tramo y ábside semicircular. El arco triunfal es apuntado, como la bóveda de cañón de dicho tramo que une con el casquete del ábside. La nave está dividida en tres tramos por arcos románicos de medio punto sobre sencillos pilares, y la techumbre es de madera, artesonada o de tres planos. Del lado de la epístola, por el primer tramo de la nave hay una capilla con bóveda de cañón apuntado, que corresponde al cuerpo bajo de la torre, la cual es cuadrada, de piedra en su mayor parte y la superior de ladrillo.
Es uno de los templos placentinos con una decoración más austera ya que, según mencionó el arqueólogo José Ramón Mélida a principios del siglo XX, en la capilla mayor había un retablo mayor del siglo XVI pero se perdieron las pinturas de sus tablas. Actualmente preside el templo una imagen de Cristo crucificado tapando el interior de una aspillera, en torno a la cual puede verse todo el interior de la sillería del ábside. Entre los elementos más destacables del interior del templo hay una pila bautismal gótica con forma semiesférica agallonada y apoyada en un capitel, un púlpito barroco y un coro bajo el cual se ubica un retablo. De entre las diversas imágenes repartidas por el templo, son conocidas las de Jesús y la Inmaculada, que se usan en Semana Santa.

## Uso actual
La iglesia de San Pedro es sede de una de las once parroquias activas actualmente en la ciudad y pertenece al arciprestazgo de Plasencia de la diócesis de Plasencia. En la ciudad son conocidas las misas que se celebran los domingos en esta parroquia, debido a que cuenta con un coro muy numeroso.